# Intel Xeon (Core)

Altes Logo der Xeon-Core-Reihe

Die Intel-Xeon-Serie auf Basis der Intel-Core-Mikroarchitektur ist eine Familie von 64-Bit-Mikroprozessoren für Server und Workstations von Intel. Diese Mehrkernprozessoren (je nach Modell mit zwei, vier oder sechs Kernen) stellen die Nachfolger der NetBurst-basierten Xeon-Prozessoren dar.

## Technisches
Im Gegensatz zu Intels bisherigen Serverprozessoren setzen die neuen Xeons auf Intels neue, weitestgehend Pentium-M-basierte Core-Mikroarchitektur. Diese unterscheidet sich von der NetBurst-Architektur neben der deutlich geringeren elektrischen Leistungsaufnahme vor allem durch die drastisch verkürzte Pipeline. Dies verringert zwar die mögliche Maximalfrequenz, dafür steigt die Leistung bei gleicher Taktfrequenz.

## Namensgebung
Bereits mit der Einführung der NetBurst-Xeons wurde zur Unterscheidung die Suffixe DP und MP eingeführt. Diese beschreiben, ob der Prozessor für Dual-Prozessor- (Xeon DP) oder Multi-Prozessor-Systeme (Xeon MP) geeignet ist. Zusätzlich wurde nun noch das Suffix UP für Uni-Prozessor-Systeme (Xeon UP) eingeführt. Diese Prozessoren für den Sockel 775 sind umbenannte Core-2-Prozessoren.

## Modelldaten Xeon DP

### Woodcrest
Doppelkernprozessor (Dual-Core)

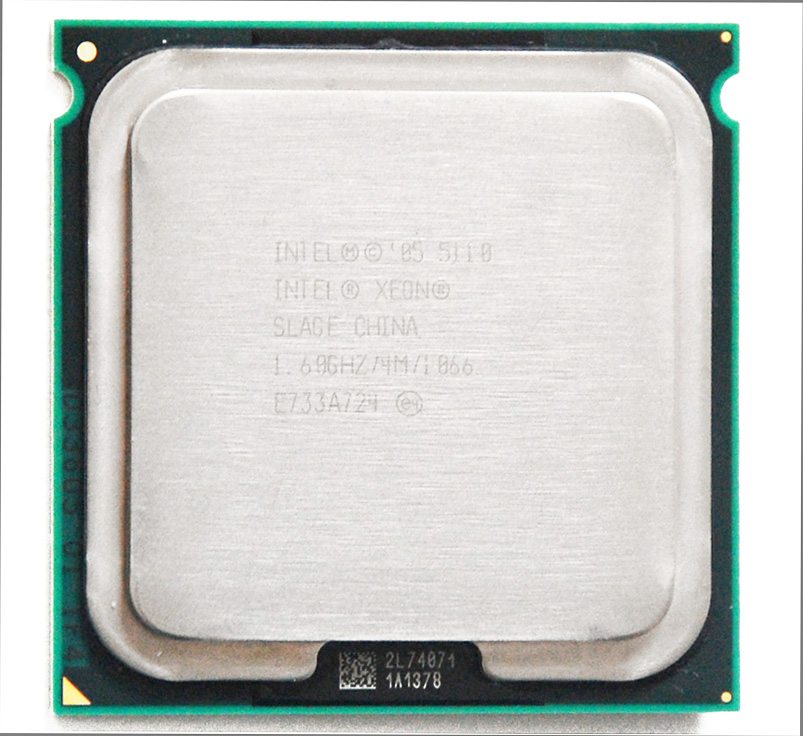
Intel Xeon DP 5110 Woodcrest Sockel 771 Dual-Core-Prozessor

- L1-Cache: je Kern 32 + 32 KiB (Daten + Instruktionen)
- L2-Cache: 4096 KiB mit Prozessortakt
- MMX, SSE, SSE2, SSE3, SSSE3, Intel 64, EIST, XD-Bit, VT
- LGA771, AGTL+ mit 266 oder 333 MHz FSB (quadpumped, FSB 1066 oder FSB 1333)
- Betriebsspannung (VCore): 1,325 V
- Leistungsaufnahme (TDP): 65 W (5160: 80 W; 5148 LV: 40 W)
- Erscheinungsdatum: 26. Juni 2006
- Fertigungstechnik: 65 nm
- Die-Größe: 145 mm² bei 291 Millionen Transistoren
- Taktraten: 1,60–3,00 GHz
- Modellnummern:
  - FSB 1066:
    - 5110: 1,60 GHz
    - 5120: 1,86 GHz

  - FSB 1333:
    - 5130: 2,00 GHz
    - 5140: 2,33 GHz
    - 5148 LV: 2,33 GHz
    - 5150: 2,67 GHz
    - 5160: 3,00 GHz

### Clovertown
Vierkernprozessor (Quad-Core)

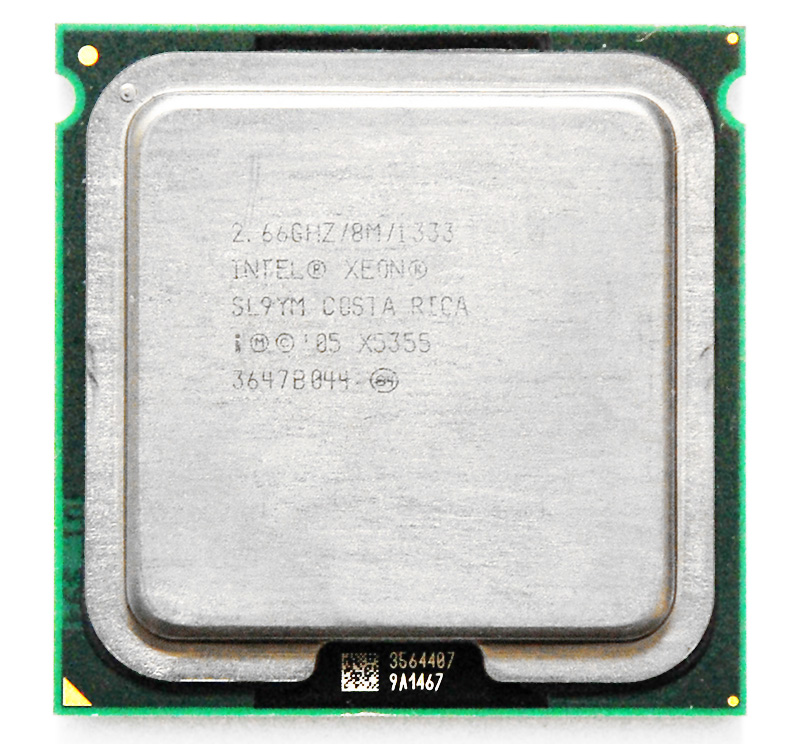
Xeon DP X5355 Clovertown Sockel 771 Quad-Core-Prozessor

- L1-Cache: je Kern 32 + 32 KiB (Daten + Instruktionen)
- L2-Cache: 4096 KiB mit Prozessortakt
- MMX, SSE, SSE2, SSE3, SSSE3, Intel 64, XD-Bit, VT
- Demand-Based Switching (DBS) (E5320, E5345, X5355)
- LGA771, AGTL+ mit 266 oder 333 MHz FSB (quadpumped, FSB 1066 oder FSB 1333)
- Betriebsspannung (VCore): 1,50 V
- Leistungsaufnahme (TDP): 80 W (X5355: 120 W und X5365: 150 W)
- Erscheinungsdatum: 14. November 2006
- Fertigungstechnik: 65 nm
- Taktfrequenzen: 1,60–3,0 GHz
- Modellnummern:
  - FSB 1066:
    - E5310: 1,60 GHz
    - E5320: 1,86 GHz
    - X5340: 2,40 GHz

  - FSB 1333:
    - E5335: 2,00 GHz
    - E5345: 2,33 GHz
    - X5355: 2,66 GHz
    - X5365: 3,00 GHz

### Wolfdale-DP
Doppelkernprozessor (Dual-Core)
- L1-Cache: je Kern 32 + 32 KiB (Daten + Instruktionen)
- L2-Cache: 6144 KiB mit Prozessortakt
- MMX, SSE, SSE2, SSE3, SSSE3, SSE4.1, Intel 64, EIST, XD-Bit, IVT
- Sockel 771, AGTL+ mit 333 oder 400 MHz FSB (quadpumped, FSB 1333 oder FSB 1600)
- Betriebsspannung (VCore): 0,95–1,2125 V
- Leistungsaufnahme (TDP): 65–80 W
- Erscheinungsdatum: 12. November 2007
- Fertigungstechnik: 45 nm
- Die-Größe: 107 mm² bei 410 Millionen Transistoren
- Taktfrequenzen: 1,86–3,50 GHz
- Modellnummern:
  - FSB 1333, 65 W TDP:
    - E5205: 1,86 GHz

  - FSB 1333, 80 W TDP:
    - E5260: 3,33 GHz
    - X5270: 3,50 GHz

  - FSB 1600, 80 W TDP:
    - X5272: 3,40 GHz

### Harpertown
Vierkernprozessor (Quad-Core)
- L1-Cache: je Kern 32 + 32 KiB (Daten + Instruktionen)
- L2-Cache: 12 MiB mit Prozessortakt (siehe Text oben)
- MMX, SSE, SSE2, SSE3, SSSE3, SSE4.1, Intel 64, EIST, XD-Bit, IVT
- Sockel 771, AGTL+ mit 333 oder 400 MHz FSB (quadpumped, FSB 1333 oder FSB 1600)
- Betriebsspannung (VCore): 0,95–1,225 V
- Leistungsaufnahme (TDP): 50–150 W
- Erscheinungsdatum: 12. November 2007
- Fertigungstechnik: 45 nm
- Die-Größe: zweimal 107 mm² bei jeweils 410 Millionen Transistoren
- Taktfrequenzen: 2,00–3,40 GHz
- Modellnummern:
  - FSB 1333
    - 50 W TDP
      - L5410: 2,33 GHz
      - L5420: 2,50 GHz
      - L5430: 2,66 GHz

    - 80 W TDP
      - E5405: 2,00 GHz
      - E5410: 2,33 GHz
      - E5420: 2,50 GHz
      - E5430: 2,66 GHz
      - E5440: 2,83 GHz
      - E5450: 3,00 GHz

    - 120 W TDP
      - X5450: 3,00 GHz
      - X5460: 3,16 GHz
      - X5470: 3,33 GHz

  - FSB 1600
    - 80 W TDP
      - E5462: 2,80 GHz
      - E5472: 3,00 GHz

    - 120 W TDP
      - X5472: 3,00 GHz

    - 150 W TDP
      - X5482: 3,20 GHz
      - X5492: 3,40 GHz

## Modelldaten Xeon MP

### Tigerton-DC
Doppelkernprozessor (Dual-Core)
- L1-Cache: je Kern 32 + 32 KiB (Daten + Instruktionen)
- L2-Cache: 4096 KiB mit Prozessortakt
- MMX, SSE, SSE2, SSE3, SSSE3, EM64T, XD-Bit, VT
- Demand-Based Switching (DBS) (E5320, E5345, X5355)
- Sockel 604, AGTL+ mit 266 MHz FSB (quadpumped, FSB 1066)
- Leistungsaufnahme (TDP): 80 W
- Erscheinungsdatum: 6. September 2007
- Fertigungstechnik: 65 nm
- Taktraten: 2,40–2,93 GHz
- Modellnummern:
  - E7210: 2,40 GHz
  - E7220: 2,93 GHz

### Tigerton
Vierkernprozessor (Quad-Core)
- L1-Cache: je Kern 32 + 32 KiB (Daten + Instruktionen)
- L2-Cache: zweimal 2048, 3072 oder 4096 KiB mit Prozessortakt
- MMX, SSE, SSE2, SSE3, SSSE3, Intel 64, XD-Bit, VT
- Demand-Based Switching (DBS) (E5320, E5345, X5355)
- Sockel 604, AGTL+ mit 266 MHz FSB (quadpumped, FSB 1066)
- Betriebsspannung (VCore):
- Leistungsaufnahme (TDP): 50–130 W
- Erscheinungsdatum: 6. September 2007
- Fertigungstechnik: 65 nm
- Taktraten: 1,60–2,93 GHz
- Modellnummern:
  - 50 W TDP
    - L7345: 1,86 GHz (zweimal 4096 KiB L2-Cache)

  - 80 W TDP:
    - E7310: 1,60 GHz (zweimal 2048 KiB L2-Cache)
    - E7320: 2,13 GHz (zweimal 2048 KiB L2-Cache)
    - E7330: 2,40 GHz (zweimal 3072 KiB L2-Cache)
    - E7340: 2,40 GHz (zweimal 4096 KiB L2-Cache)

  - 130 W TDP:
    - X7350: 2,93 GHz (zweimal 4096 KiB L2-Cache)

### Dunnington
Vierkernprozessor (Quad-Core) / Sechskernprozessor (Hexa-Core)
- L1-Cache: je Kern 32 + 32 KiB (Daten + Instruktionen)
- L2-Cache: je zwei Kerne 3072 KiB mit Prozessortakt
- L3-Cache: 8192 – 16384 KiB mit Prozessortakt
- MMX, SSE, SSE2, SSE3, SSSE3, SSE4.1, Intel 64, EIST, XD-Bit, IVT
- Sockel 604, AGTL+ mit 266 MHz FSB (quadpumped, FSB 1066)
- Betriebsspannung (VCore):
- Leistungsaufnahme (TDP): 50–130 W
- Erscheinungsdatum: 15. September 2008
- Fertigungstechnik: 45 nm
- Taktfrequenzen: 2,13–2,66 GHz
- Modellnummern:
  - 50 W TDP
    - L7445: 2,13 GHz (4 Kerne, 12.228 KiB L3-Cache)

  - 65 W TDP
    - L7455: 2,13 GHz (6 Kerne, 12.228 KiB L3-Cache)

  - 90 W TDP:
    - E7420: 2,13 GHz (4 Kerne, 8.192 KiB L3-Cache)
    - E7430: 2,13 GHz (4 Kerne, 12.228 KiB L3-Cache)
    - E7440: 2,40 GHz (4 Kerne, 16.384 KiB L3-Cache)
    - E7450: 2,40 GHz (6 Kerne, 12.228 KiB L3-Cache)

  - 130 W TDP:
    - X7460: 2,66 GHz (6 Kerne, 16.384 KiB L3-Cache)

## Modelldaten Xeon UP

### Conroe
Doppelkernprozessor (Dual–Core)
- L1-Cache: je Kern 32 + 32 KiB (Daten + Instruktionen)
- L2-Cache: 4096 KiB mit Prozessortakt
- MMX, SSE, SSE2, SSE3, SSSE3, Intel 64, XD–Bit, VT
- Sockel 775, AGTL+ mit 266–333 MHz FSB (quadpumped, FSB 1066–1333)
- Betriebsspannung (VCore): 1,35 V
- Leistungsaufnahme (TDP): 65 W
- Erscheinungsdatum: 4. Quartal 2006
- Fertigungstechnik: 65 nm
- Die–Größe: 143 mm² bei 291 Millionen Transistoren
- Taktraten: 2,33–3,00 GHz
- Modellnummern:
  - 266 MHz FSB
    - 3060: 2,40 GHz
    - 3070: 2,66 GHz

  - 333 MHz FSB
    - 3065: 2,33 GHz
    - 3075: 2,66 GHz
    - 3085: 3,00 GHz

### Allendale
Hinweis: Auch Conroe-2048 (Hälfte des L2-Cache deaktiviert) möglich
Doppelkernprozessor (Dual-Core)
- L1-Cache: je Kern 32 + 32 KiB (Daten + Instruktionen)
- L2-Cache: 2048 KiB mit Prozessortakt
- MMX, SSE, SSE2, SSE3, SSSE3, Intel 64, XD-Bit, VT
- Sockel 775, AGTL+ mit 266 MHz FSB (quadpumped, FSB 1066)
- Betriebsspannung (VCore):
- Leistungsaufnahme (TDP): 65 W
- Erscheinungsdatum: 4. Quartal 2006
- Fertigungstechnik: 65 nm
- Die-Größe:
  - Allendale: 111 mm² bei 167 Millionen Transistoren
  - Conroe-2048: 143 mm² bei 291 Millionen Transistoren
- Taktraten: 1,86–2,13 GHz
- Modellnummern:
  - 3040: 1,86 GHz
  - 3050: 2,13 GHz

### Kentsfield
Vierkernprozessor (Quad-Core)
- L1-Cache: je Kern 32 + 32 KiB (Daten + Instruktionen)
- L2-Cache: zweimal 4096 KiB mit Prozessortakt
- MMX, SSE, SSE2, SSE3, SSSE3, Intel 64, EIST, XD-Bit, VT
- Sockel 775, AGTL+ mit 266 MHz FSB (quadpumped, FSB 1066)
- Betriebsspannung (VCore): 0,850–1,3525 V
- Leistungsaufnahme (TDP): 95–105 W
- Erscheinungsdatum: 8. Januar 2007
- Fertigungstechnik: 65 nm
- Die-Größe: zweimal 143 mm²
- Taktraten: 2,13–2,40 GHz
- Modellnummern:
  - 95 W TDP (G0-Stepping)
    - X3210: 2,13 GHz
    - X3220: 2,40 GHz
    - X3230: 2,66 GHz

  - 105 W TDP (B3-Stepping)
    - X3210: 2,13 GHz
    - X3220: 2,40 GHz

### Wolfdale-UP
Doppelkernprozessor (Dual-Core)
- L1-Cache: je Kern 32 + 32 KiB (Daten + Instruktionen)
- L2-Cache: 6144 KiB mit Prozessortakt
- MMX, SSE, SSE2, SSE3, SSSE3, SSE4.1, Intel 64, EIST, XD-Bit, IVT, Intel I/OAT
- Sockel 775, AGTL+ mit 333 MHz FSB (quadpumped, FSB 1333)
- Betriebsspannung (VCore): 0,95–1,2125 V
- Leistungsaufnahme (TDP): 65 W
- Erscheinungsdatum: 12. November 2007
- Fertigungstechnik: 45 nm; High-k+Metal-Gate-Technik
- Die-Größe: 107 mm² bei 410 Millionen Transistoren
- Taktfrequenzen: 3,00–3,16 GHz
- Modellnummern:
  - FSB 1333, 65 W TDP:
    - E3110: 3,00 GHz
    - E3120: 3,16 GHz

### Yorkfield-UP
Vierkernprozessor (Quad-Core)
- L1-Cache: je Kern 32 + 32 KiB (Daten + Instruktionen)
- L2-Cache: zweimal 3072 KiB oder zweimal 6144 KiB, jeweils mit Prozessortakt
- MMX, SSE, SSE2, SSE3, SSSE3, SSE4.1, Intel 64, EIST, XD-Bit, IVT, Intel I/OAT
- Sockel 775, AGTL+ mit 333 MHz FSB (quadpumped, FSB 1333)
- Betriebsspannung (VCore): 0,962–1,237 V
- Leistungsaufnahme (TDP): 95 W
- Erscheinungsdatum: 12. November 2007
- Fertigungstechnik: 45 nm
- Die-Größe: zweimal 107 mm² bei jeweils 410 Millionen Transistoren
- Taktfrequenzen: 2,50–3,16 GHz
- Modellnummern:
  - FSB 1333
    - 6 MiB L2-Cache
      - X3320: 2,50 GHz
      - X3330: 2,66 GHz

    - 12 MiB L2-Cache
      - X3350: 2,66 GHz
      - X3360: 2,83 GHz
      - X3370: 3,00 GHz
      - X3380: 3,16 GHz